# 柴胡叶垂头菊
柴胡叶垂头菊（学名：Cremanthodium bupleurifolium）是菊科垂头菊属的植物，是中国的特有植物。分布在中国大陆的西藏、云南等地，生长于海拔3,540米至4,060米的地区，一般生长在山坡草地或岩石，目前尚未由人工引种栽培。